# پرچم مردم رومانی
پرچم رومانی یا پرچم کولی‌ها (رومانویی: O styago le romengo یا O romanko flako) پرچم قومی بین‌المللی مردم کولی است که از لحاظ تاریخی به عنوان «کولی» شناخته می‌شود، که یک اقلیت بدون تابعیت در کشورهای سراسر اوراسیا، آفریقا، قاره آمریکا و استرالیا تشکیل می‌دهند. این توسط نمایندگان جوامع مختلف کولی در اولین و دومین کنگره جهانی کولی (WRC) در سال‌های ۱۹۷۱ و ۱۹۷۸ تصویب شد. پرچم از پس زمینه آبی و سبز تشکیل شده‌است که به ترتیب نماد آسمان و زمین است. همچنین دارای یک دارماچاکرای قرمز ۱۶ پره یا چرخ دستی در مرکز است. عنصر اخیر نشان دهنده سنت دوره‌گرد مردم رومانی است و همچنین ادای احترامی به پرچم هند است که توسط پژوهشگر Weer Rajendra Rishi به پرچم اضافه شده‌است. این نشان‌ها و بنرهای قبیله‌ای را جایگزین تعدادی از آنها کرد که برخی از آنها ادعاهایی مبنی بر تبار کولی مصریان باستان را برانگیخت.
نمادهای قدیمی کولی شامل نشان‌هایی است که بازتاب‌دهنده تقسیمات شغلی و قبیله‌ای و همچنین توتم‌ها و پیکتوگرام‌ها هستند. در برخی موارد، «شاهان» و «شاهزاده‌های» کولی نیز در سنت هرالدیک اروپایی با نشان‌های خود ادغام شدند. در نتیجه این سنتز، «مصری‌ها» از نظر بصری با حیوانات هرالدیک، از جمله افعی اروپایی معمولی و در سده نوزدهم، جوجه تیغی مرتبط شدند. در حدود سال ۱۸۹۰، وابستگان انجمن لور کولی استنباط کردند که سه رنگ قرمز-زرد-مشکی توسط رومانی‌های اسپانیا ترجیح داده می‌شود و آن را به عنوان یک نماد عمومی کولی پذیرفتند. در کل بالکان، نمایندگی شرکتی به اسناف کولی اعطا شد - که قبل از ایجاد اتحادیه‌های حرفه‌ای مدرن، که همگی مهر یا پرچم خاص خود را داشتند. اولین مراحل سیاست هویت در سده بیستم شاهد ظهور گروه‌های سیاسی کولی بود، اما طرح‌های آن‌ها به ناسیونالیسم‌های فرهنگی مسلط‌تر در کشور متبوعشان وابسته بود. در دوران بین‌جنگ، پرچم‌های مختلف و رقیب کولی بیشتر بر پایه نمادهای رومانیایی، لهستانی، کمونیستی یا اسلامی بود.
پرچم ۱۹۷۱ ادعا می‌کرد که یک رنگ آبی-سبز ساده را احیا می‌کند، که بنا بر گزارش‌ها توسط فعال Gheorghe A. Lăzăreanu-Lăzurică در رومانی بزرگ بین دو جنگ ایجاد شده‌است. این طرح در دهه ۱۹۵۰ توسط یونل روتارو تأیید شد، که همچنین آن را به عنوان پرچمی برای یک منطقه مسکونی مستقل یا «رومانستان» ادعا کرد. نسخه سه رنگی که توسط بازماندگان نسل‌کشی کولی‌ها به پرواز درآمده بود، به دلیل ادعاهایی که نشان دهنده کمونیسم است، از استفاده خارج شد. نوع قطعی ریشی در سال ۱۹۷۸، با چرخ اضافه شده، در اواخر سده بیستم محبوبیت پیدا کرد. به ویژه با گروه‌هایی مرتبط است که از وحدت فراملی مردم کولی حمایت می‌کنند و با نامگذاری آن به عنوان «کولی» مبارزه می‌کنند. این پرچم توسط بازیگر یول برینر، نویسنده رونالد لی و ویولونیست یهودی منوهین تبلیغ شد و توسط «شاه» فلورین چیوآبا نیز پذیرفته شد. این به ویژه در یوگسلاوی سوسیالیستی محبوب بود، که پس از تصویب آن را به رسمیت شناخت.
کنگره WRC هرگز مشخصاتی برای پرچم ارائه نکرد، پرچمی که در نسخه‌های مختلف وجود دارد و مشتقات زیادی دارد، از جمله پرچم‌های ملی که با دارماچاکرای ریشی مخدوش شده‌اند. چندین کشور و جامعه آن را به‌طور رسمی در طول دهه ۲۰۱۰ به رسمیت شناختند، اما نمایش آن در بخش‌های مختلف اتحادیه اروپا نیز جنجال‌هایی را برانگیخت. مشتقات نیز به‌طور گسترده در نمادگرایی سیاسی کولی در همان دوره استفاده می‌شد. با این حال، در داخل جامعه علمی، پرچم کولی به عنوان یک نماد اروپامحور، و نمایش آن به عنوان یک راه حل ظاهری برای مسائلی که توسط گروه قومی که آن را نمایندگی می‌کند، مورد انتقاد قرار گرفته‌است. به‌طور مداوم توسط قبایل مختلف کولی و همچنین توسط مصریان آشکالی و قبطی که یک قومیت متمایز تشکیل می‌دهند، رد شده‌است.